# Famille Azéma
La famille Azéma est issue de Jean-Baptiste Azéma, gouverneur de Bourbon durant la première moitié du XVIIIe siècle.

## Liens de filiation entre les personnalités notoires
- Jean-Baptiste Azéma (1696[1]-1745[2]), gouverneur de Bourbon (Île de la Réunion[3]). Il épouse Anne Marie Hubert.
  - Jean François Azéma (1739[4]-1814) épouse Anne Perrine Félicité Lapeyre[5].
    - Étienne Azéma (1778-1851)[5], dramaturge, fabuliste et poète. Il épouse Perrine Élisabeth Noblet du Penhoët (1786-1861)[5].
      - Georges Azéma (1821[6]-1864[7]), écrivain et historien[8]. Il épouse Louise Pauline Albertine de Millon des Marquets[9],[10].
        - Henri Azéma (1861-1932)[10], médecin, homme politique et historien.
          - Jean-Henri Azéma[11] (1913-2000)[12], poète. Il épouse Claude Bertrand, traductrice de l'ouvrage La France de Vichy : 1940-1944 de Robert Paxton[13],[14].
            - Jean-Pierre Azéma (1937-2025), historien.

      - François Jean-Pierre Henri Azéma (1823-1886)[15] dit Mazaé Azéma, médecin et homme politique.

## Alliances
Les principales alliances de la famille Azéma sont : Poydebas (v.1650), Fayolle (1695), Hubert (1735), de Greslan (1764, 1790, 1838), Lapeyre (1765, 1767), Noblet de Penhoët (1785, 1811, 1814), Cliquet de Villepré (1788), Rivière de Villeneuve (1792), Gérard (1793), Savariau (1795), de Forges Parny (1798), de Galaup (1801), Lassais (1805), Virieux (1805), Lapassade (1810), Selhausen (1810), Vidal (1841), Deler (1841), de Millon des Marquets (1858), Richard (1880) Cudenet (1881), Pothin (v.1910), Bertrand...